# اوبوو

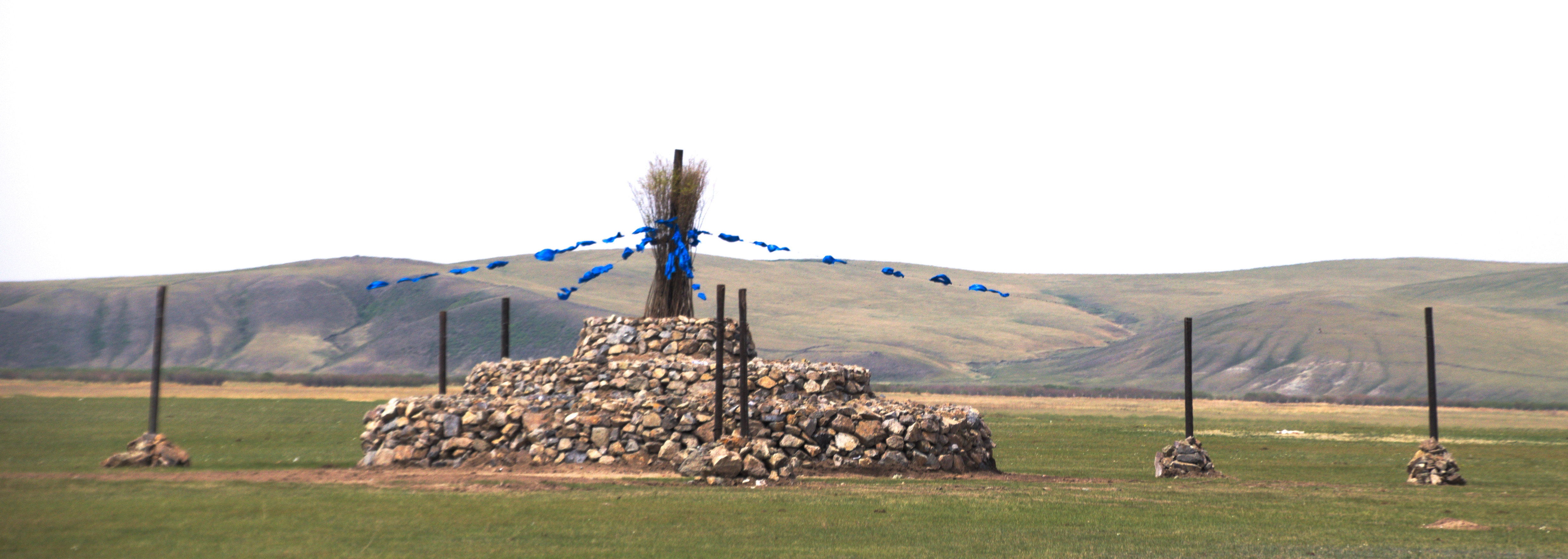
An ovoo in هولونبویر، مغولستان داخلی، چین.

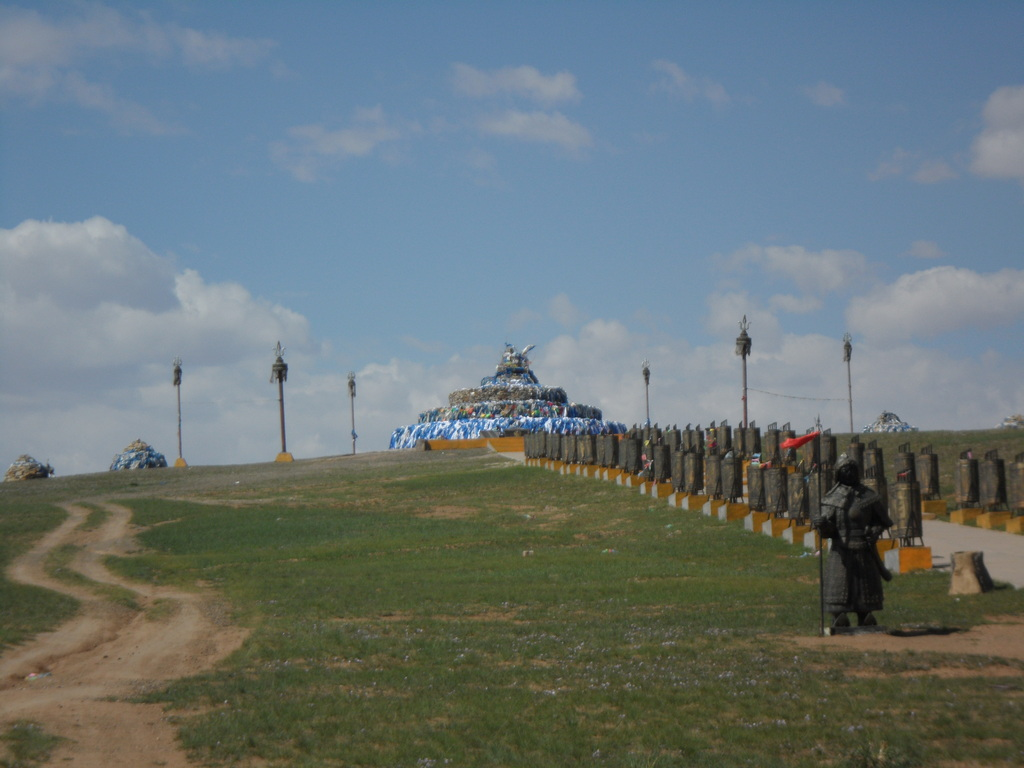
هوهوت، مغولستان داخلی، چین.

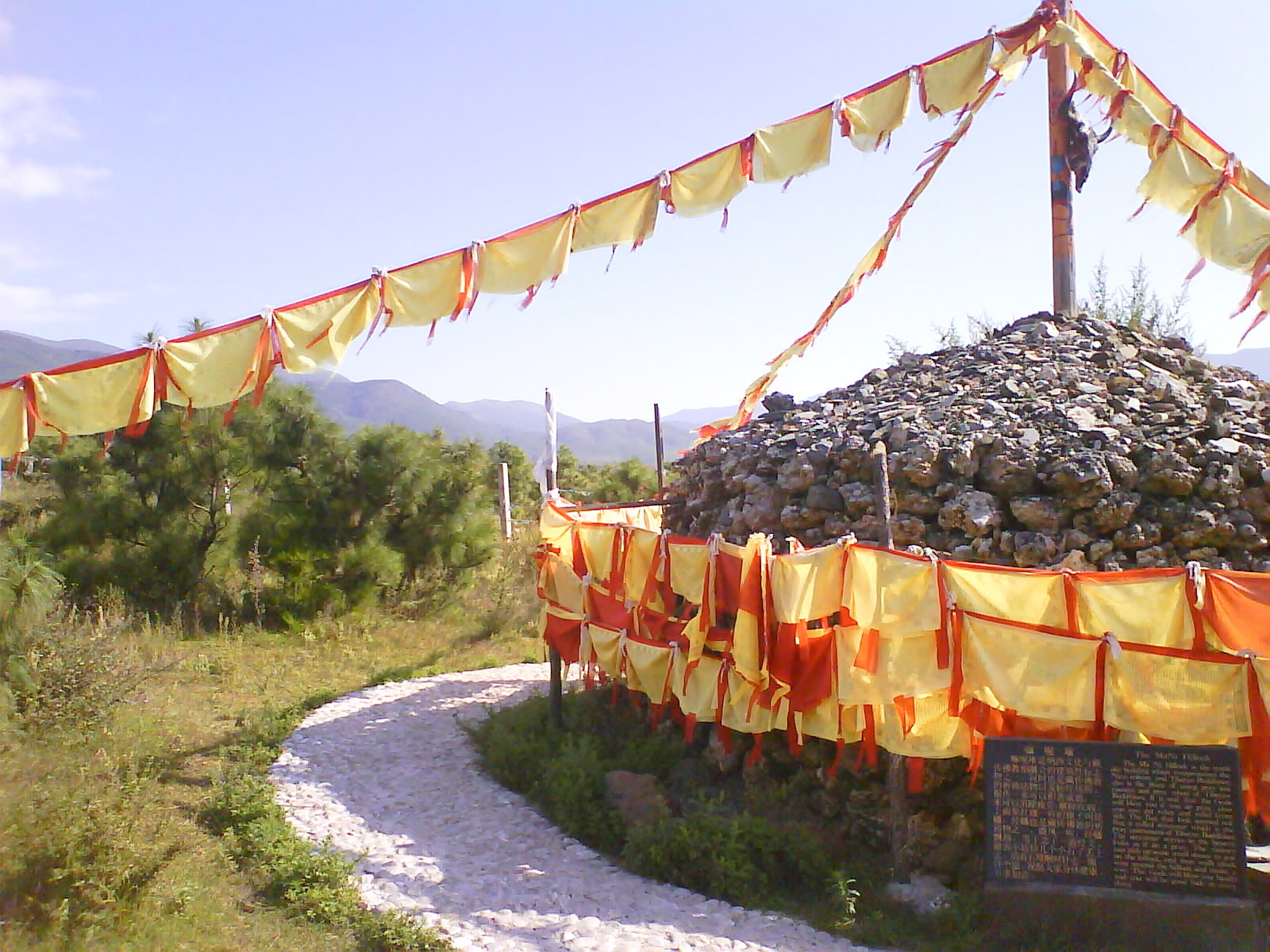
A Dongba ovoo in لیجیانگ، یون‌نان، چین.

اوبه یا اوبوو (به مغولی: Овоо) (به چینی: 敖包)عبات گاه و قربانی گاه‌های هستند که از سنگ و چوب ساخته شده و با پارچه‌های رنگی و جمجمه حیوانات قربانی شده تزیین می‌شوند. اوبو ریشه در باورهای شمن باوری دارد ولی امروزه می‌توان ان را در میان مردمان مغولی‌تبار مسلمان و مغولان بودیسم تبتی هم دید.
اوبوها اغلب در بالای کوه‌ها و در مکان‌های مرتفع، مانند گردنه کوه‌ها یافت می‌شود. در دوران مدرن، برخی از آنها به ساختارهای بزرگ و استادانه تبدیل شده‌اند و بیشتر شبیه معابد هستند تا محراب‌های ساده. آنها عمدتاً به عنوان مکانهایی برای پرستش بهشت و خدایان کوچکتر به رهبری بزرگترهای شمن و بستگان و همچنین برای مراسم بودایی استفاده می‌شوند.